# Margaret Parker
Margaret Parker (Margaret Adele Parker, verheiratete Koscik; * 30. Juni 1949) ist eine ehemalige australische Speerwerferin.
1966 fuhr sie als Australische Vizemeisterin zu den British Empire and Commonwealth Games in Kingston und siegte dort mit ihrer persönlichen Bestleistung von 51,39 m. 
Eine Verletzung zwang sie danach, ihre Karriere abzubrechen. 1972 wurde nach ihrer Heirat mit dem Speerwerfer Sig Koscik bei einem Comeback noch einmal Australische Vizemeisterin.